# Kavaleta

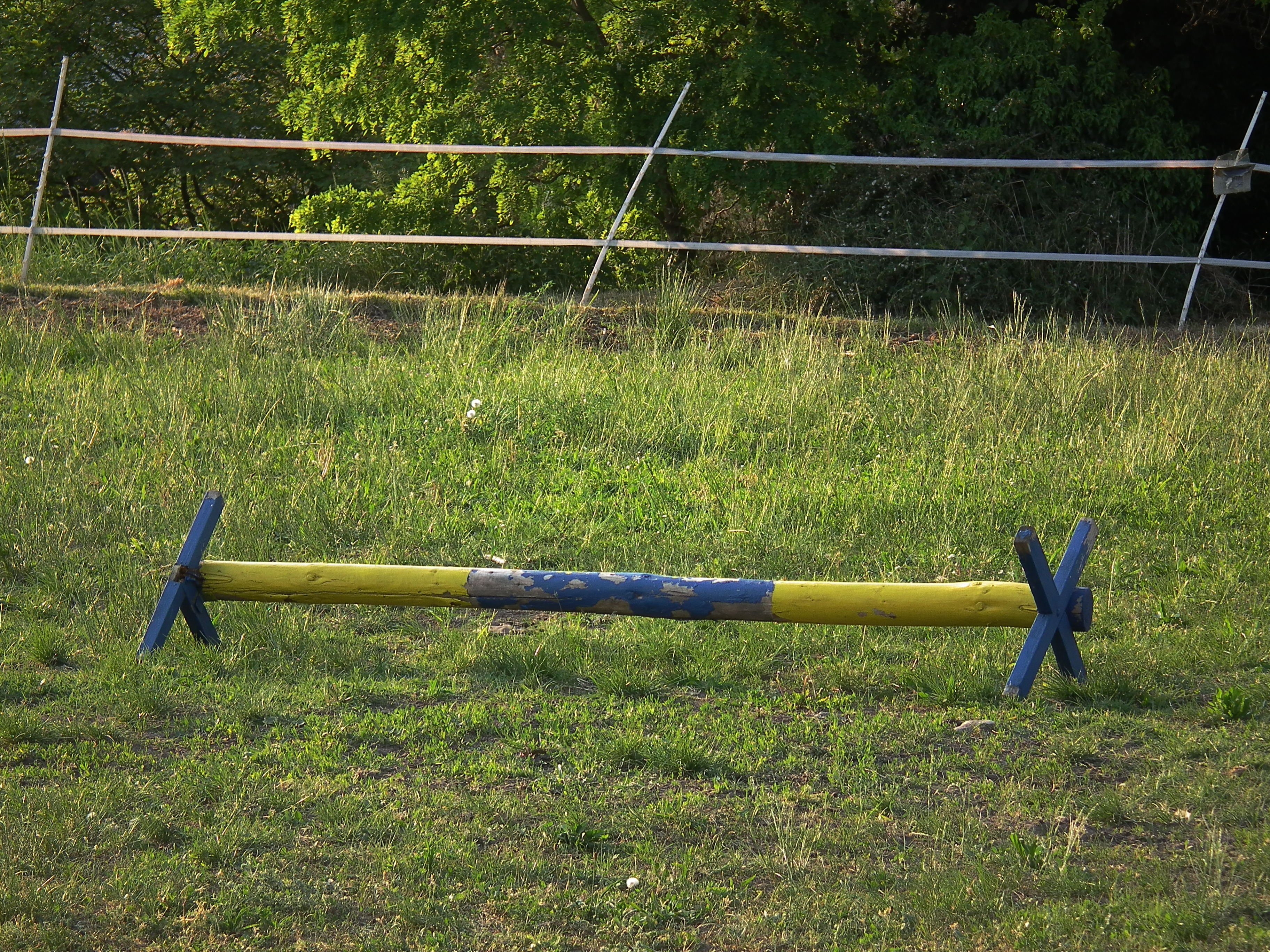
Kavaleta

Kavaleta (z italského cavaletto, malý kůň) je nízká dřevěná překážka používaná zejména při výcviku koně.
Kavaletou se rozumí bariéra (kláda) umístěná do nízkého křížku nebo jiného podstavce tak, aby neležela přímo na zemi.  V žádném případě nelze kavaletou nazývat kládu ležící přímo na zemi - v takovém případě je nutné použít označení bariéra. (této chybné slovní záměny se často dopouští jezdci i trenéři). Křížek nebo podstavec umožňuje nastavení různé výšky bariéry od země a zároveň fixuje bariéru na správném místě i v případě lehkého kontaktu s nohou koně, což je zásadní rozdíl mezi bariérou a kavaletou.
Začínajícím jezdcům mohou pomáhat při posilování rovnováhy v sedle, koně nutí zvedat nohy a tím je vedou vůbec k aktivnějšímu projevu, jízda přes kavalety rovněž posiluje zádové svaly koně. Prodlužováním nebo zkracováním vzdálenosti mezi kavaletami je možné cvičit prodlužování nebo zkracování kroku koně a tedy shromáždění nebo prodloužení koně, kladení kavalet do oblouku je vhodné pro trénink přistavení a ohnutí koně. Je možné je také použít při základu výcviku skoků, a to jak pro začínající jezdce, tak koně.
Používat je začal italský jezdec Federico Caprilli ve druhé polovině 19. století.
Německá legenda Ingrid Klimke ve všestrannosti doporučuje jezdcům, aby nechali přechod kavalet vyřešit samotného koně, tím se zvyšuje jeho samostatnost a snižuje závislost na pokynech jezdce. „Poradit si s kavaletami je úkol koně, ne jezdce.“
V některých westernových disciplínách se kavalety používají jako součást soutěžních tratí.